# José Miguel Santiago Castelo
José Miguel Santiago Castelo (Granja de Torrehermosa, Badajoz, 11 de septiembre de 1948-Madrid, 29 de mayo de 2015) fue un escritor y periodista español, director de la Real Academia de Extremadura y subdirector del diario ABC.

## Biografía
Tras estudiar periodismo, ingresó en ABC, diario del que fue nombrado subdirector en 1988. Además de periodista, ha destacado por su obra literaria, la mayoría libros de poemas. Su primer poemario (Tierra en la carne) apareció en 1976. En 1982 su obra Memorial de ausencias obtuvo el Premio Fastenrath de la Real Academia Española, publicado en 1978.
Del resto de su obra destacan Monólogo de Lisboa, La sierra desvelada, Cruz de Guía, Cuaderno del Verano, Cuerpo cierto, La huella del aire, Quilombo, La hermana muerta, Esta luz sin contorno y la antología Como disponga el olvido.

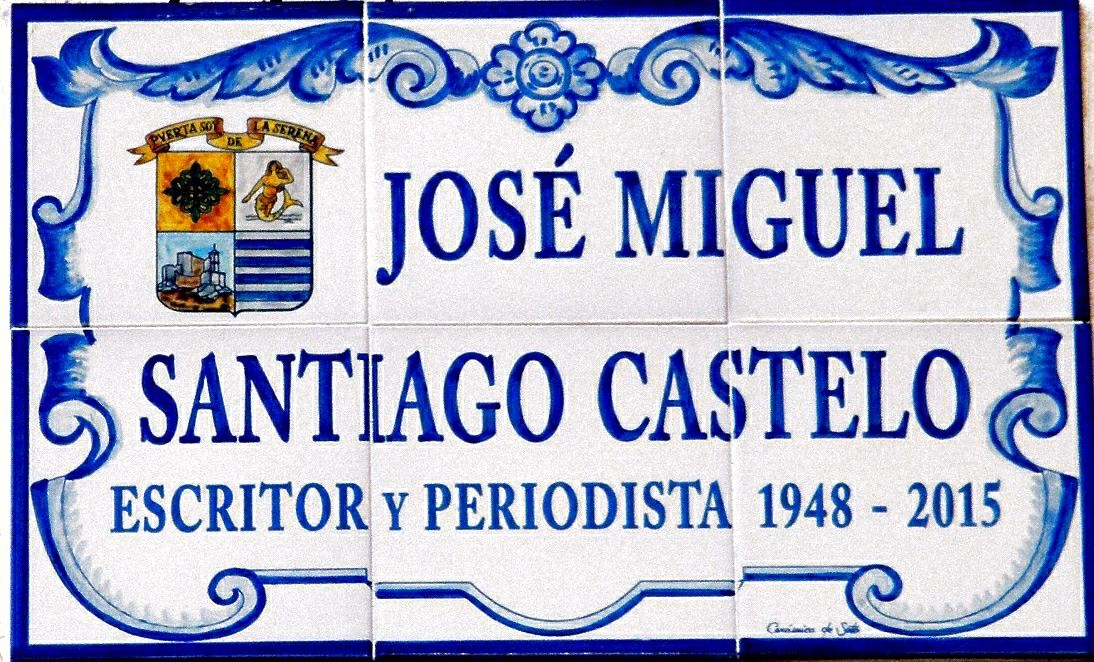
Calle dedicada a José Miguel Santiago Castelo en su Villanueva de la Serena natal

Además de miembro numerario y director de la Real Academia de Extremadura fue miembro correspondiente de la Academia Norteamericana de la Lengua Española y de la Academia Cubana de la Lengua.
Fue distinguido con la Medalla de Extremadura y recibió el Premio ABC Cultural & Ámbito Cultural, de manos de sus directores Fernando Rodríguez Lafuente y Ramón Pernas. Además le fueron concedidos, entre otros, los premios Hispanidad y Gredos de poesía y los premios Julio Camba y Martín Descalzo de periodismo y fue Hijo Adoptivo de Fontiveros e Hijo Predilecto de Granja de Torrehermosa.